# Så fel som bara vi kan ha
Så Fel Som Bara Vi Kan Ha, musikalbum av punkbandet Coca Carola, kom ut 1998. Inspelad och mixad av Stefan Söderberg i Studio Lagret februari 1998.

## Låtar på albumet
| Nr  | Titel                | Längd | Notering |
| --- | -------------------- | ----- | -------- |
| 1.  | Store guden värden   | 2.50  |          |
| 2.  | Pillergriller        | 3.03  |          |
| 3.  | Knockout utan slag   | 2.00  |          |
| 4.  | Andas                | 3.53  |          |
| 5.  | Kloner av mig själv  | 3.17  |          |
| 6.  | Hjältehjälp          | 2.09  |          |
| 7.  | Lust och saknad      | 2.25  |          |
| 8.  | Smulors expertis     | 2.37  |          |
| 9.  | Långbortistan        | 1.54  |          |
| 10. | Nu!                  | 2.56  |          |
| 11. | Control, Alt, Delete | 2.41  |          |
| 12. | Del fem              | 4.24  |          |